# Henry Kater
Henry Kater (Bristol, 16 de abril de 1777 - Londres, 26 de abril de 1835) fue un físico inglés, de ascendencia alemana.

## Biografía
Tenía intenciones de estudiar derecho, pero con la muerte de su padre en 1794 abandonó la idea y se alistó en el ejército, perteneciendo al 12º regimiento de infantería, por aquel entonces emplazado en India, donde prestó valiosos servicios en el Gran Proyecto de Topografía Trigonométrica. Los problemas de salud le obligaron a regresar a Inglaterra; en 1808, siendo entonces teniente, comenzó una destacada carrera como estudiante en el departamento mayor de la Real Academia de Sandhurst. Poco después fue ascendido al rango de capitán. En 1814 se retiró con un medio sueldo, dedicándose por completo a la investigación científica.

## Investigaciones

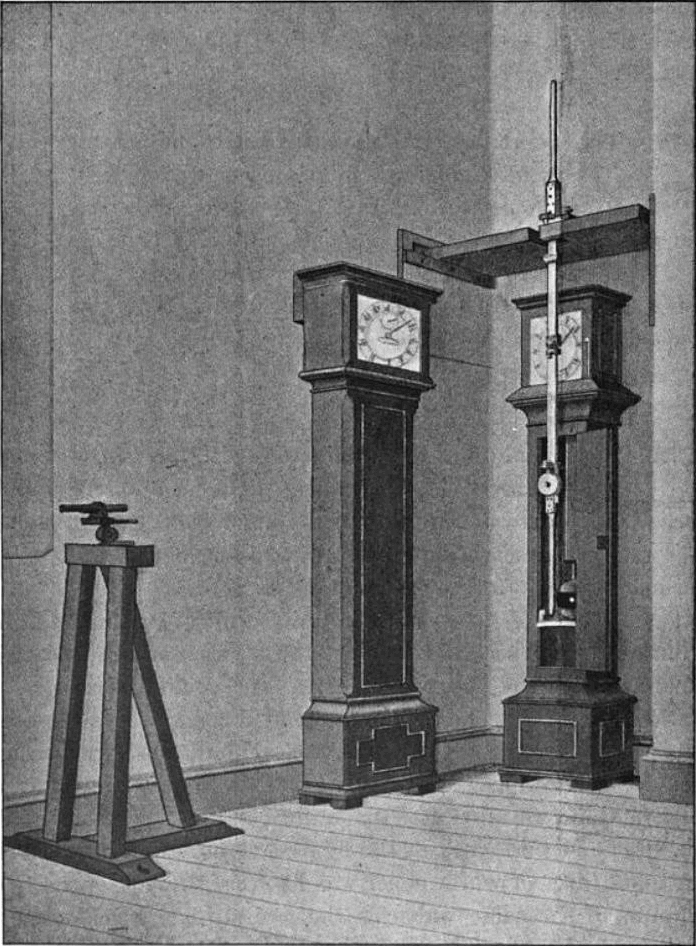
Ilustración del péndulo de Kater original, en una publicación suya de 1818.

Su primera aportación importante al conocimiento científico fue la comparación entre el telescopio de Cassegrain y el gregoriano, concluyendo que el primero poseía una mayor luminosidad, en relación 5:2 con el segundo. Explicó que la inferioridad del telescopio gregoriano se debía a la interferencia mutua entre los rayos al cruzarse en el foco principal antes de reflejarse en el segundo espejo.
Su trabajo más destacado fue la invención del péndulo de Kater, con el que podía determinarse la aceleración de la gravedad local; lo hizo primero en Londres y posteriormente en otros lugares de la geografía inglesa. El principal avance de este péndulo fue que no hacía falta determinar su centro de masas y su centro de oscilación.
Inventó el colimador flotante, prestando servicio así a la astronomía experimental. Publicó también memorias sobre los estándares británicos de masa y longitud; en 1832 publicó un informe sobre su trabajo en la verificación de los estándares rusos de longitud. Por estos servicios a Rusia, en 1814 recibió la condecoración de la Orden de Santa Ana, y en el mismo año fue elegido miembro de la Real Sociedad de Londres.
También estudió las agujas de las brújulas; publicó On the Best Kind of Steel and Form for a Compass Needle, donde escribió los resultados obtenidos de muchos experimentos. Su tratado Mechanics en la Cyclopaedia de Dionysius Lardner fue escrito parcialmente por él. Su interés por las cuestiones astronómicas lo evidenció con dos comunicados en las Memoirs de la Sociedad Astronómica: el primero, en 1831, sobre una observación del anillo exterior de Saturno; el segundo, en 1833, sobre un método para calcular la longitud cartográfica por medio de eclipses lunares.
En 1817 fue obsequiado con la medalla Copley, y en 1831 recibió la medalla de oro de la Real Sociedad Astronómica, junto con el barón Marie-Charles Damoiseau.